# یواس‌اس ال‌اس‌ام-۱۳۵
یواس‌اس ال‌اس‌ام-۱۳۵ (به انگلیسی: USS LSM-135) یک کشتی است که طول آن ۲۰۳ فوت ۶ اینچ (۶۲٫۰۳ متر) می‌باشد. این کشتی در سال ۱۹۴۴ ساخته شد.